# Ipolynyitra
Ipolynyitra (szlovákul: Nitra nad Ipľom) község Szlovákiában, a Besztercebányai kerületben, a Losonci járásban.

## Fekvése
Losonctól 10 km-re délkeletre, az Ipoly partján fekszik.

## Története
1350-ben "Nitra" alakban említik először, de a falu valószínűleg sokkal régebbi. A füleki váruradalomhoz tartozott, majd a 16. század végétől több nemesi család birtokolta. 1828-ban 51 házában 449 lakos élt, akik főként mezőgazdasággal foglalkoztak, majd a 19. század végétől sokan Fülek üzemeiben dolgoztak.
Fényes Elek szerint "Nyitra, magyar falu, Nógrád vmegyében, az Ipoly mellett: 461 kath. lak. Mind földe, mind rétje igen jó. F. u. többen. Ut. p. Zelene"
A trianoni békeszerződésig területe Nógrád vármegye Füleki járásához tartozott, majd az új csehszlovák állam része lett. 1938 és 1944 között újra Magyarország része volt.

## Népessége
| Év:            | 1994. | 2004.    | 2014.    | 2024.   |
| -------------- | ----- | -------- | -------- | ------- |
| Emberek száma: | 244   | 283      | 367      | 374     |
| Eltérés:       |       | +15,98 % | +29,68 % | +1,90 % |

| Év:            | 2023. | 2024.   |
| -------------- | ----- | ------- |
| Emberek száma: | 375   | 374     |
| Eltérés:       |       | -0,26 % |

1910-ben 453, túlnyomórészt magyar anyanyelvű lakosa volt.
1991-ben a magyarok kétharmados többségben voltak.
2001-ben 273 lakosából 134 szlovák és 105 magyar volt.
2011-ben 345 lakosából 230 cigány, 54 szlovák és 41 magyar volt.

## Neves személyek
- Itt született 1892-ben Bartha László svedléri plébános.[4]

## Nevezetességei

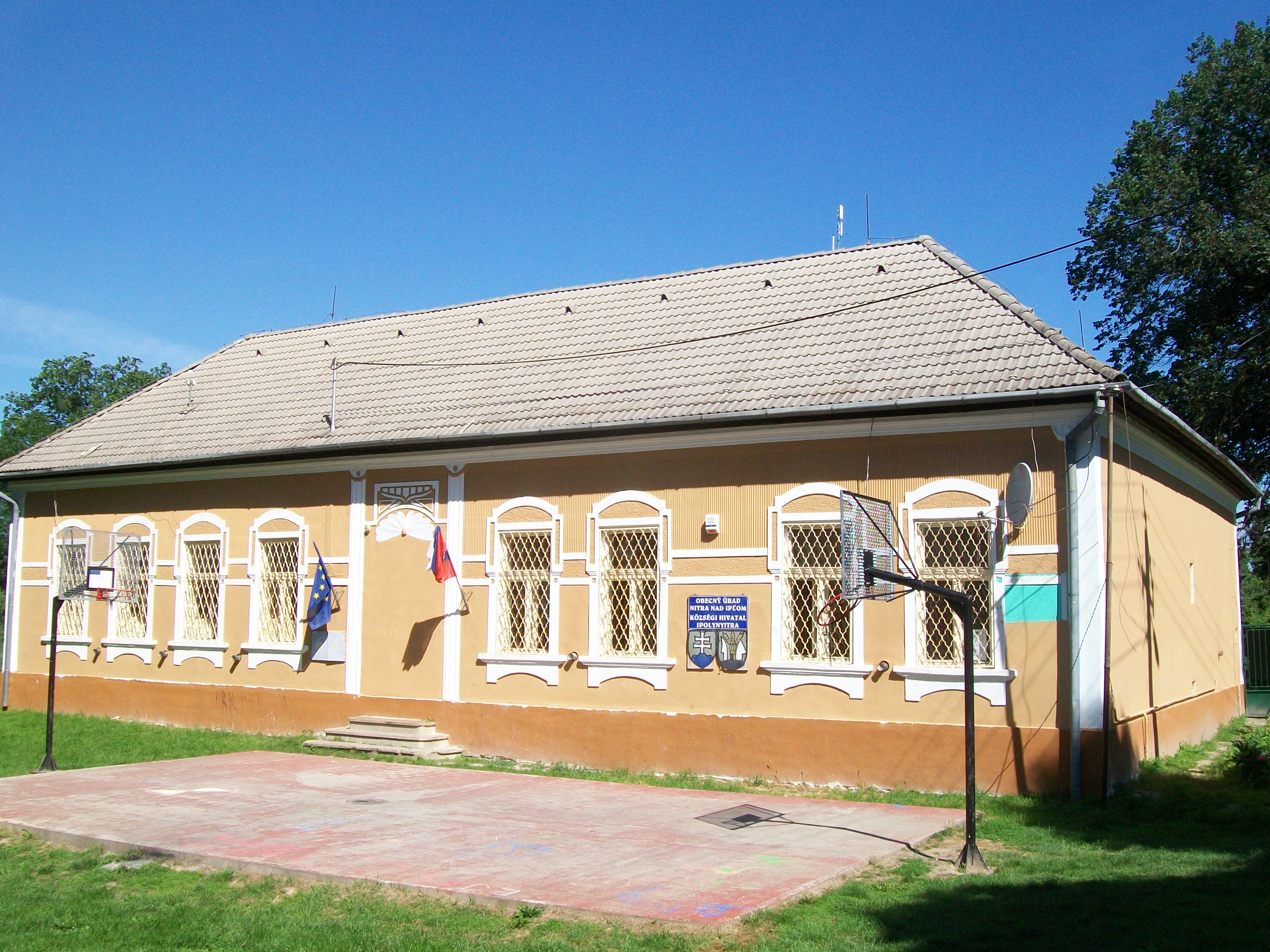
Községháza
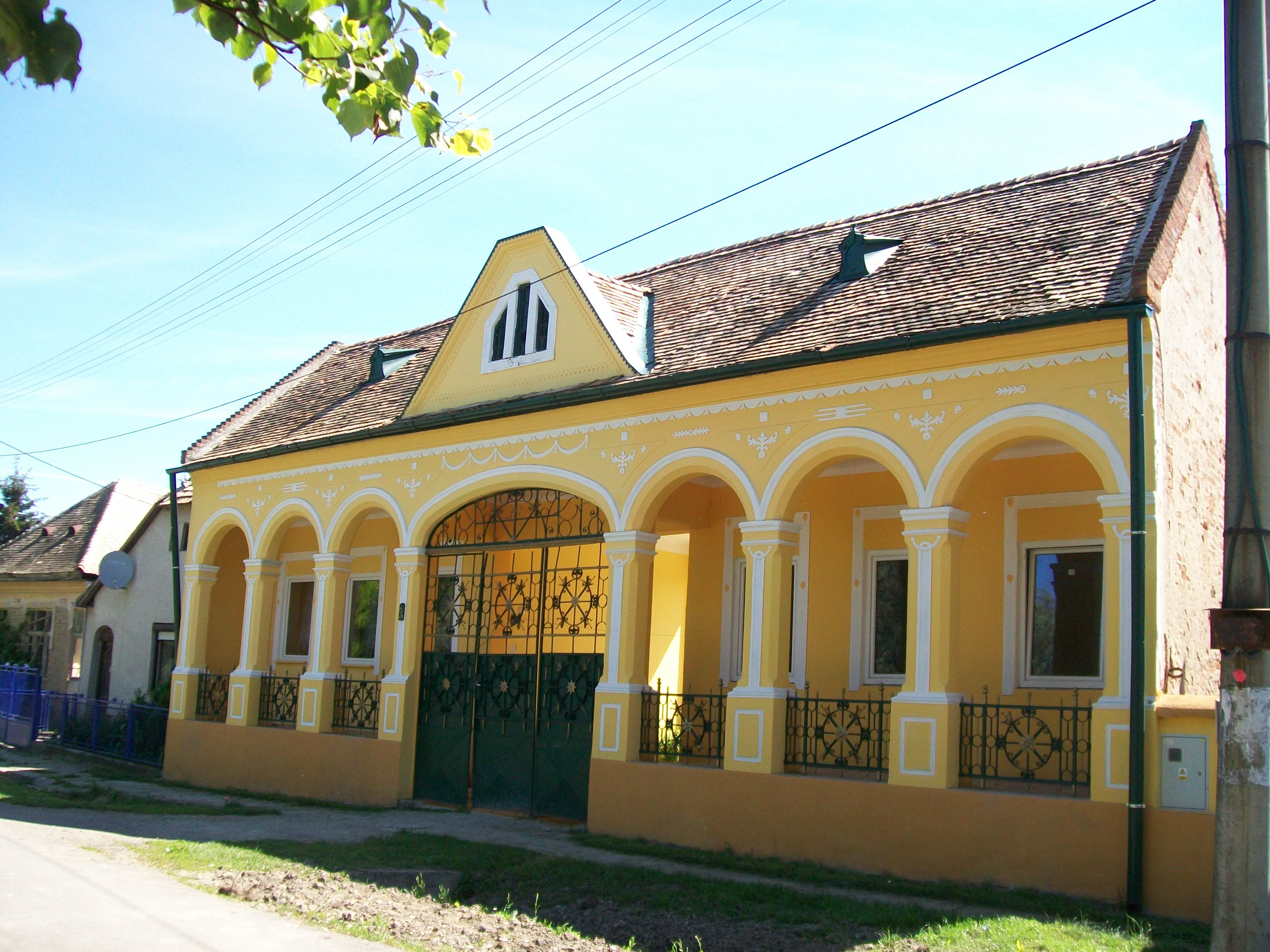
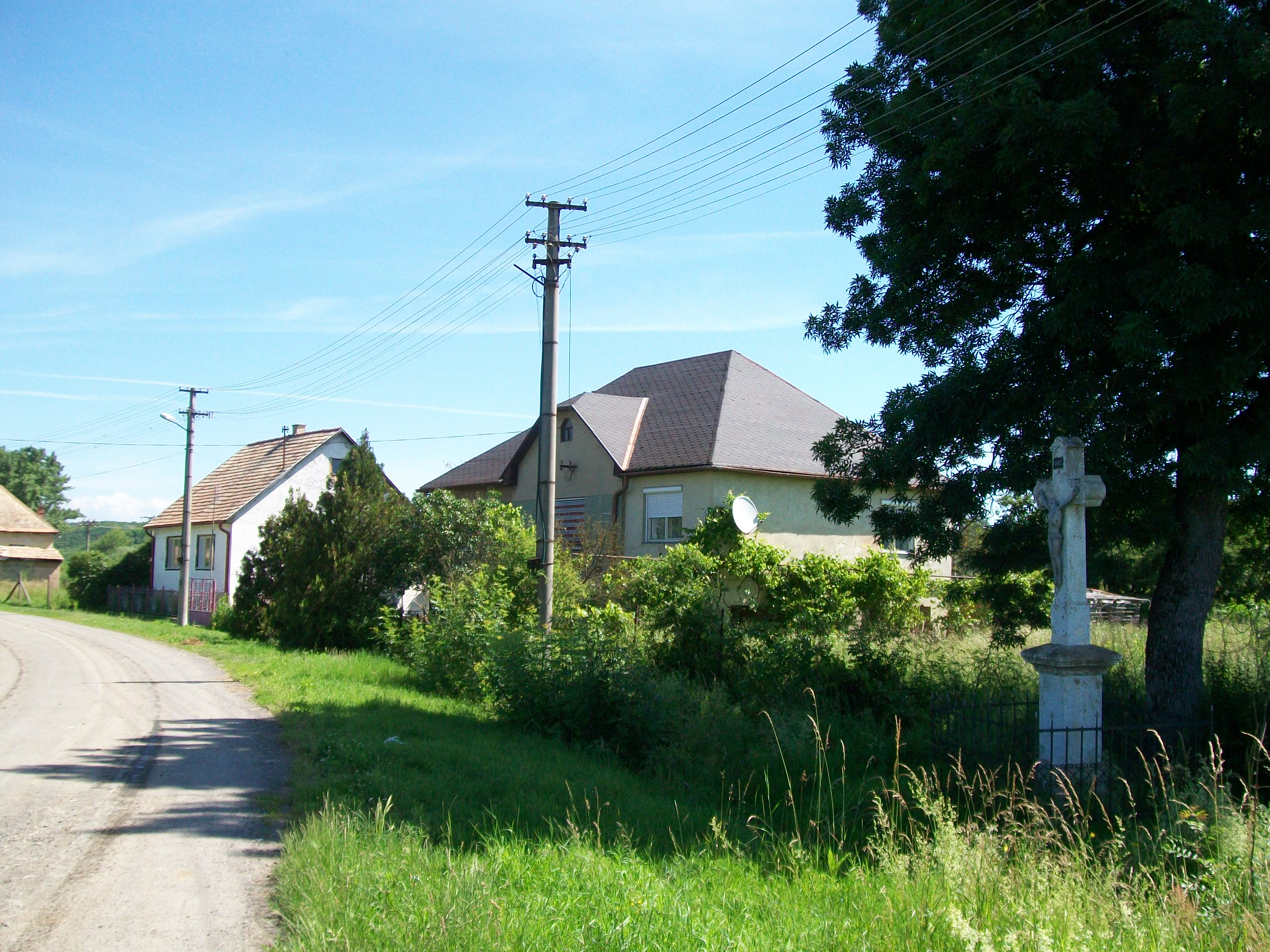
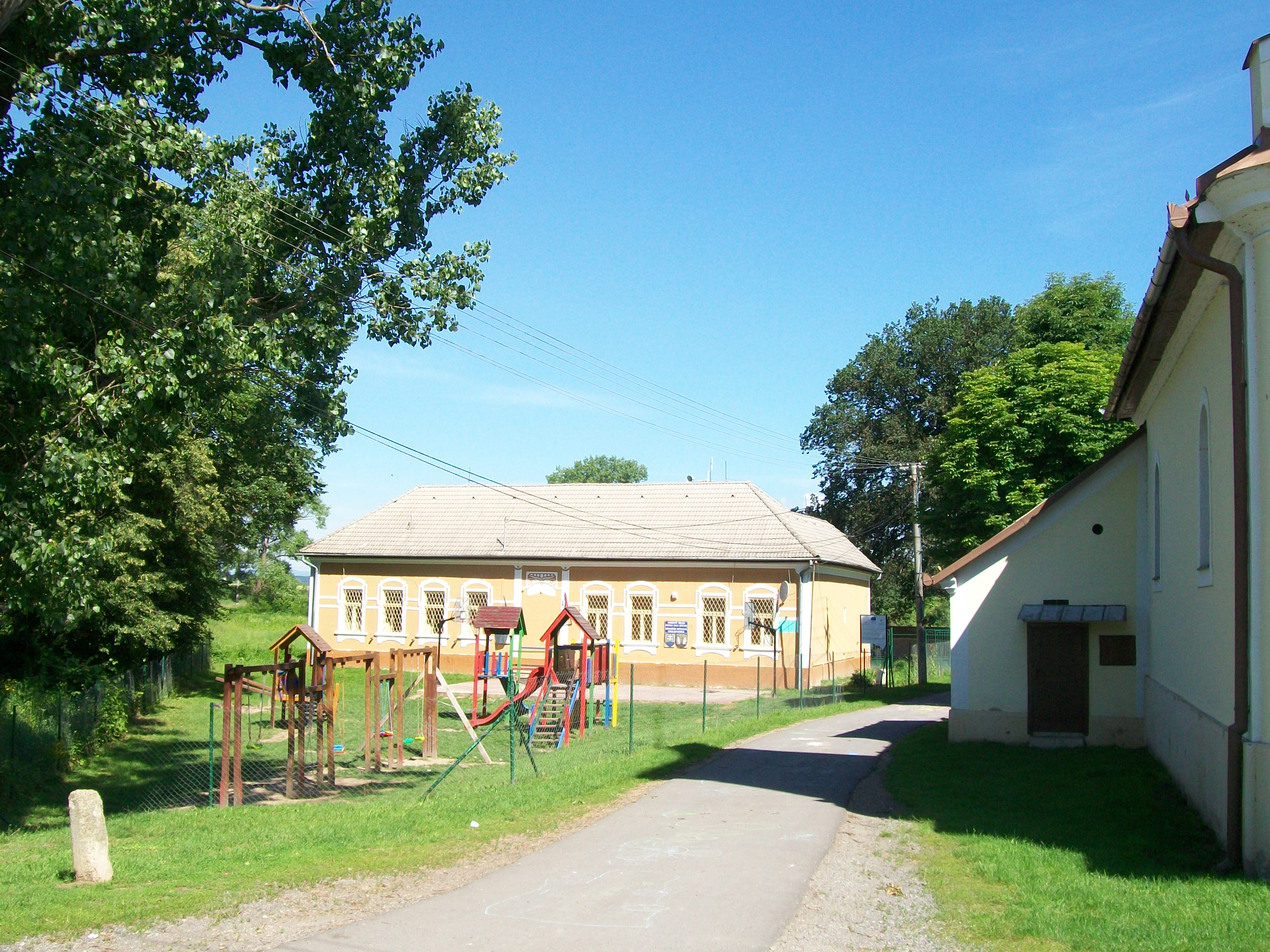
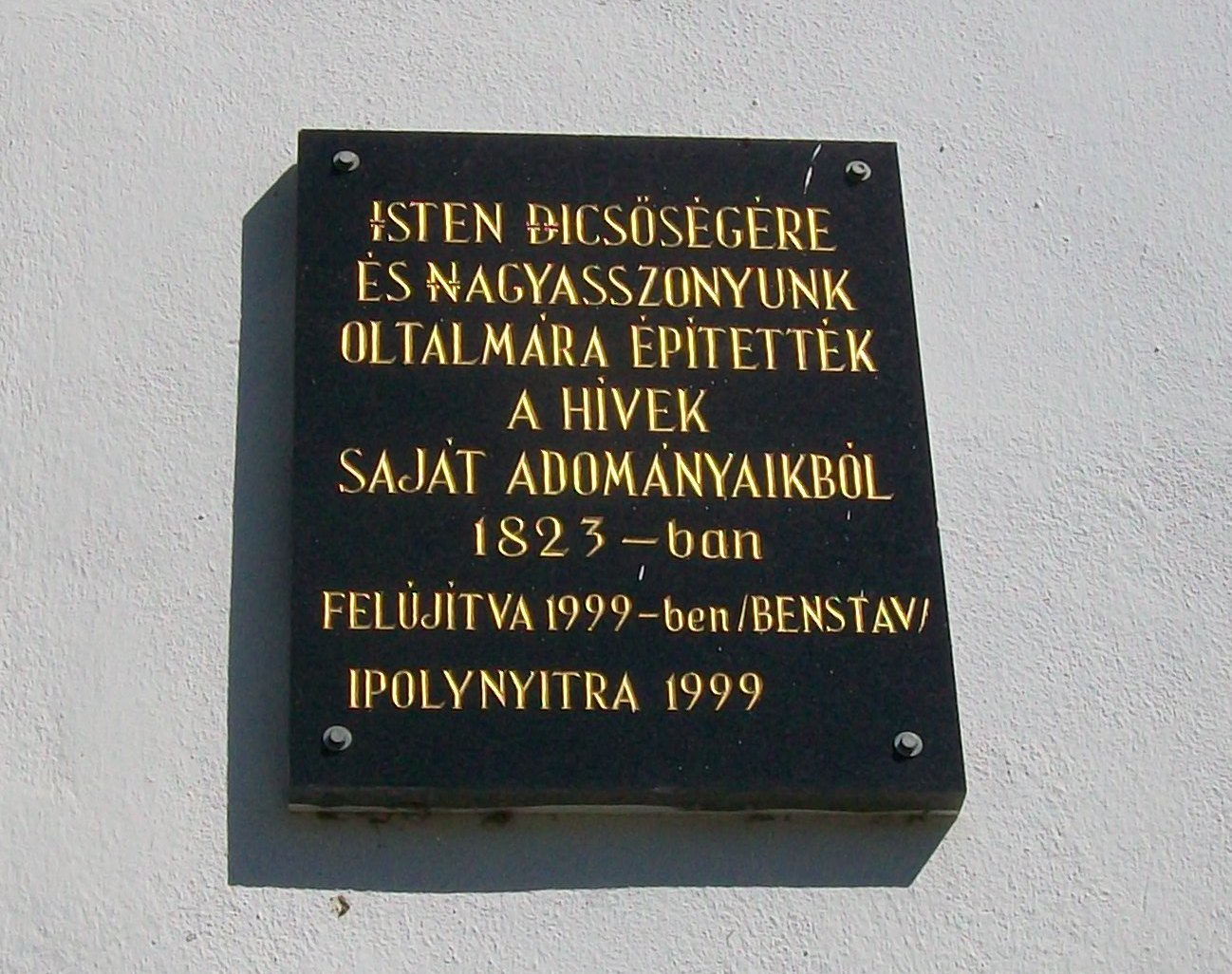
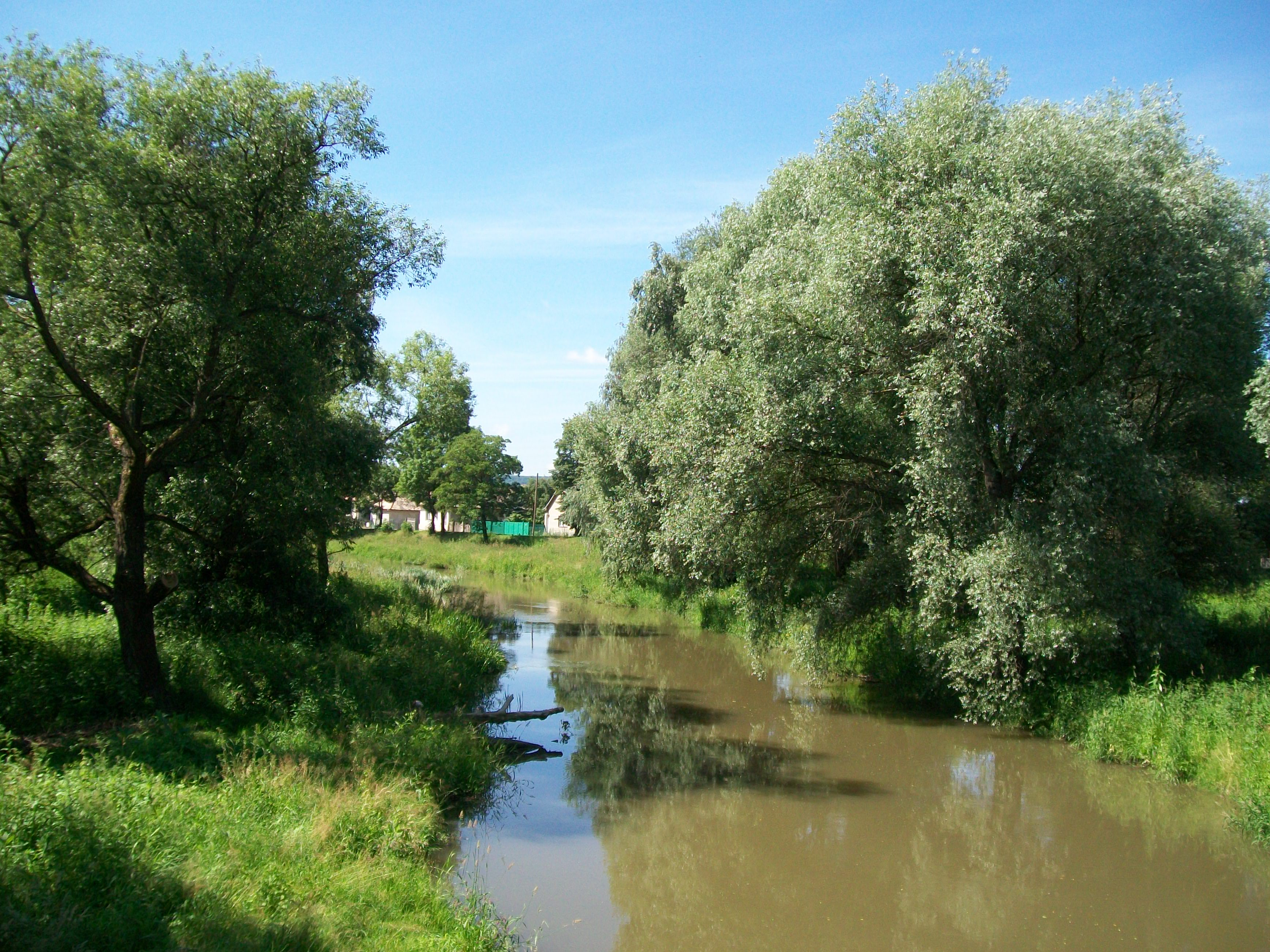

- Római katolikus temploma 1823-ban épült barokk-klasszicista stílusban.

## Külső hivatkozások
- Hivatalos oldal
- Községinfó
- Ipolynyitra Szlovákia térképén
- E-obce.sk Archiválva 2013. június 7-i dátummal a Wayback Machine-ben